# Burg Rothenfels (Oberwölz)
Die Burg Rothenfels (auch als Schloss Rothenfels bezeichnet) ist eine mittelalterliche Felsenburg östlich von Oberwölz in der Steiermark in Österreich.

## Überblick
Burg Rothenfels ist eine der wenigen mittelalterlichen Burgen, die ihr ursprüngliches Bild bis heute erhalten haben. Die ganze Gegend von Oberwölz war ursprünglich Kammergut der deutschen Könige. Das Wölzertal mit seiner heimlichen Vielfalt war von 1007 bis 1803 im Besitz des Hochstifts Freising. Der Mohr im Wappen der Stadt Oberwölz und der Burg stammt ebenfalls vom Bistum Freising. Die Burg Rothenfels war der Sitz der Gerichtsbarkeit für das ganze Wölzertal, Katsch, St. Peter am Kammersberg und für Lind bei Scheifling.

## Geschichte

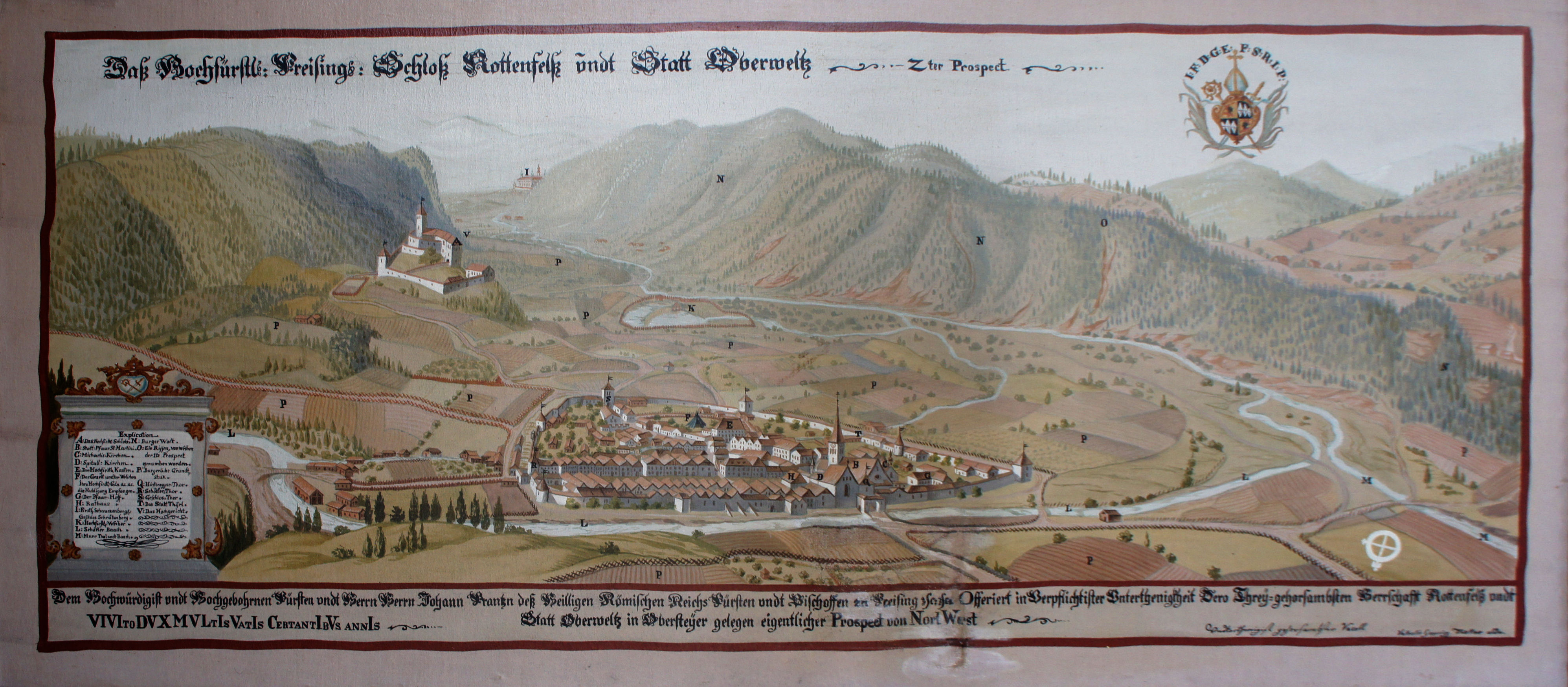
Schloss Rothenfels und Stadt Oberwölz auf einem Gemälde im Fürstengang in Freising

Oberwölz in der Steiermark in Österreich.
Die Burg liegt auf einem eisenhältigen rötlichen Felsen östlich etwa 100 Höhenmeter über der Stadt Oberwölz.

Das Gut Welz und das Gut Lind wurden am 10. Mai 1007 von König Heinrich II. dem Bischof von Freising (Egilbert) geschenkt. Zur Erinnerung an diese Schenkung wurde 2007 in einem Waldstück nahe der Burg Rothenfels die Rowanda-Hütte errichtet (Rothenfelser Wald Andacht).

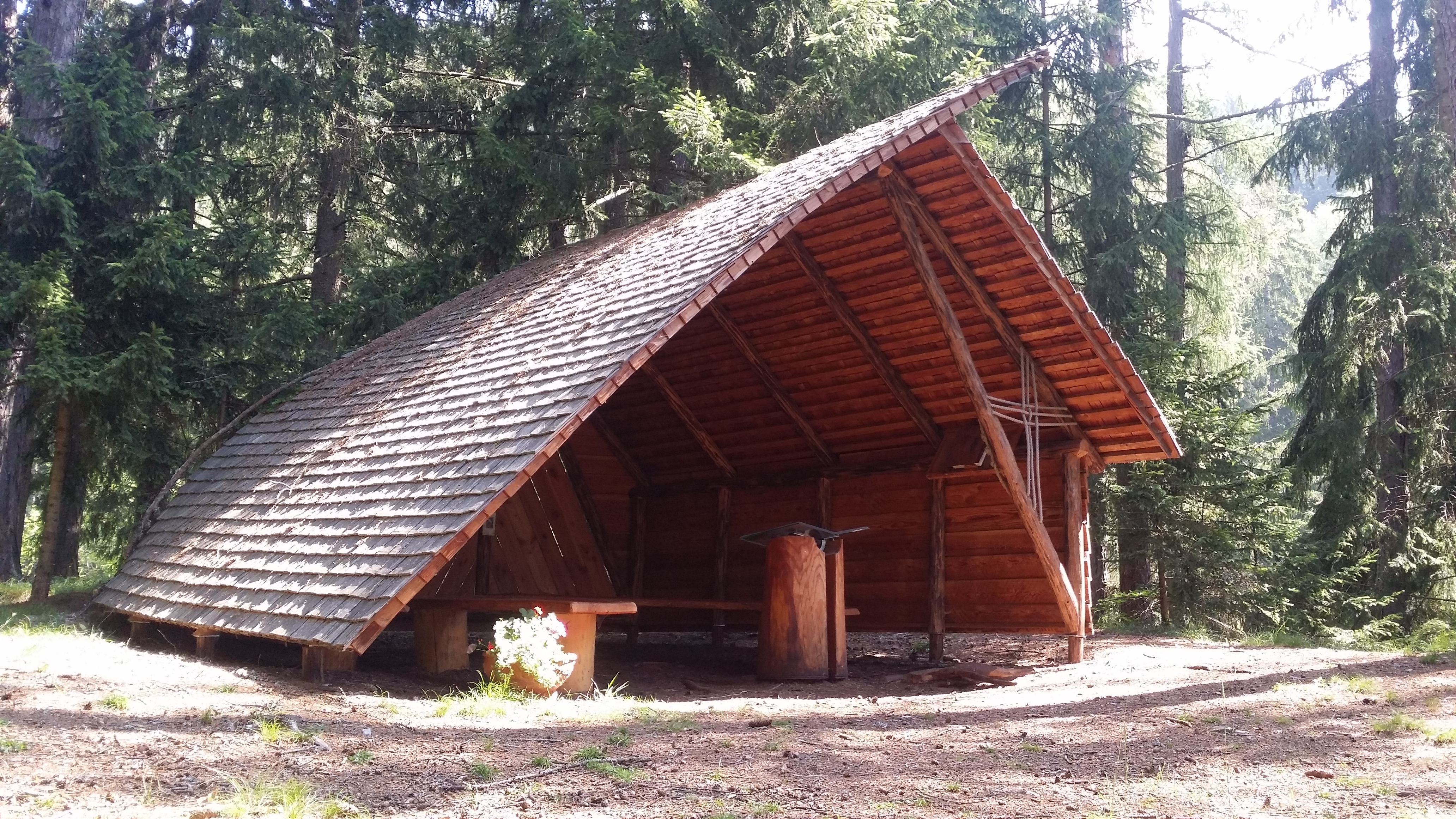
ROWANDA Hütte

 Als Mittelpunkt der Verwaltung wurde vermutlich vom Bistum die Burg errichtet, vorerst nur ein Turm, an den sich die Wohn- und Wirtschaftsgebäude anschlossen. Der Bischof setzte Burggrafen, wahrscheinlich aus Freisinger Geschlechtern, ein, die sich von Welz nannten, urkundlich der erste war Heinrich 1140. Der Name Rothenfels löste erst später den Namen Welz für die Burg ab. Die Welzer nahmen eine angesehene Stellung im Lande ein. Die Welzer, die über 300 Jahre als bischöflich-freisingische Verwalter auf Rothenfels saßen, waren mit den Teufenbachern, den Saurauern und anderen steirischen Geschlechtern versippt und hatten schon seit dem 13. Jahrhundert verschiedene Ämter im Lande inne. Ab dem 14. Jahrhundert saßen auf Rothenfels Burggrafen aus anderen Geschlechtern.
Um die Mitte des 14. Jahrhunderts wurde die Burg Rothenfels ausgebaut, die Katharinenkapelle neben dem Tor erweitert und mit Gütern bedacht. Nach der Freisinger Chronik sind für diese Bauten, die leider nicht näher beschrieben werden, bedeutende Mittel aufgewendet worden.
1413 verlieh der Bischof von Freising die Burg Rothenfels an Reinprecht von Walsee, dem Gegner des Landesfürsten Herzog Ernst. Von ihm wurde Niklas Baumkircher als Burggraf eingesetzt. Hans von Stubenberg, ein Anhänger des Herzogs, überfiel Rothenfels, vertrieb Baumkircher von der Burg und setzte Hermann Waldner als Burggrafen ein. Wegen des Landgerichts geriet Hermann Waldner mit den Liechtensteinern auf Murau in Streit, den der Landeshauptmann Graf Haug von Montfort 1415 schlichtete: 1418 erhielt Reinprecht von Walsee Rothenfels wieder zurück.
1419 war Hans von Teufenbach Hauptmann der Herrschaft Rothenfels. Ab dem Jahre 1425 wurden vom Bischof von Freising wieder Verwalter auf Rothenfels eingesetzt. Unter deren Verwaltung kam es 1476 bei der Einhebung der Türkensteuer zu einem Gefecht mit die Steuern verweigernden Bauern, bei dem ein Bauer erschlagen wurde. 1480 kamen die Ungarn und zur gleichen Zeit die kaiserlichen Truppen unter dem Feldhauptmann Georg Wolfersdorf nach Oberwölz, der kaiserliche Feldhauptmann verlangte die Öffnung der Stadttore. Hans Welzer, der Verwalter von Stadt und Burg, ließ sich aber nicht einschüchtern, und Ungarn und Kaiserliche mussten unverrichteter Dinge abziehen. Der Bischof hieß diese Entscheidung gut.
1490 übernahm Sigmund Welzer allein die Verwaltung von Rothenfels. Die Untertanen der Herrschaft waren in 14 Ämtern ansässig; ein eigenes Amt bildete die „Caplanay im gschloss Rothenfels“ (das waren jene bäuerlichen Untertanen, deren Dienste für die Erhaltung eines Priesters bei der Kapelle verwendet wurden). 1585 waren in der kleinen Stadt Oberwölz drei protestantische Geistliche und zwei protestantische Schulmeister. Sie wurden ausgewiesen, aber der eingesetzte katholische Pfarrer wurde 1590 von den Bauern überfallen und vertrieben. Erst in den Jahren 1599 und 1600 gelang es, mit Waffengewalt die katholische Lehre wieder in Oberwölz einzuführen.
Bei der Herrschaft Rothenfels kam es 1604 als Folge der schlechten Führung der Geschäfte durch den Verwalter Christof Römer zu so großen Steuerausständen, dass die Pfändung erst im letzten Augenblick verhindert werden konnte. Erst seine Nachfolger konnten die Verwaltung wieder in Ordnung bringen. Die wirtschaftlichen Schwierigkeiten, die infolge des Dreißigjährigen Krieges auftraten, führten 1632 zur Verpfändung von Rothenfels an Martin Jocher, dem 1640 Carl und 1648 Adam Jocher im Pfandbesitz folgten. Die Herrschaft hatte Fischrechte auf dem Schöttlbach und auf dem Malleisen See in den Wölzer Tauern.
1656 erwarb der Bischof von Freising von Wolf dem Älteren, Herrn von Stubenberg, das zur Herrschaft Frauenburg gehörige Landgericht, das er mit der Herrschaft Rothenfels verband und so Jahrhunderte lange, immer wieder aufflackernde Streitigkeiten beendete.
Nach dem Tode des letzten Pfandinhabers Adam Jocher fiel die Herrschaft an das Bistum zurück, das nun Hauptleute einsetzte. Damals wurde das „viereckige Schloss Rothenfels“ gegen Westen, Norden und Osten durch dreifache Ringmauern geschützt. Um die Ringmauer lief ein Graben, im Süden schützte das Schloss eine Felswand.
Nach der Aufhebung der geistlichen Herrschaft im Jahre 1803 kam Rothenfels an den Staat und wurde 1823 in öffentlicher Versteigerung um 20.200 Gulden von Eduard Triegler erstanden. Es folgten im Besitz Jakob Boden, Gustav Mayerhoffer und Wenzel Mayerhoffer, 1893 der Holzhändler Morasutti. Die Erben des Letztgenannten verkauften die Burg an die Firma Johann Weinzinger jun. in Wien.
1965 übernahm sie anlässlich der Liquidierung der Firma die Gesellschafterin Maria Steiner. Seither wird die Burg Rothenfels privat, aus den Einnahmen des dazugehörigen Forstbetriebes von der Familie Steiner erhalten.

## Beschreibung
Die imposante und weithin sichtbare Burganlage liegt auf dem steil abfallenden Felsen östlich der Stadt Oberwölz und wurde vermutlich schon Ende des 12. Jahrhunderts als Wehrbau errichtet, urkundlich ist sie 1305 erwähnt. Der Name Rothenfels bezieht sich auf den rötlich gefärbten Burgfelsen, die ursprüngliche Bezeichnung lautete Wölz.
Die Burganlage fällt gegen Norden sanft und gegen Süden steil ab. Sie gliedert sich in eine höher gelegene Hauptburg und eine Vorburg. In der Südostecke sind noch Teile der mittelalterlichen Hauptburg erhalten, die einen südlichen, dem felsigen Gelände angepassten Wohntrakt und in der östlichen Ecke ehemals einen mächtigen Wehrturm umfasste; dieser Baukern wurde, dem Terrain entsprechend, nach Westen weiter ausgebaut und ein Geschoß tiefer ein Innenhof mit Mauerumfriedung gegen Norden angeschlossen. An der Nordostecke liegt ein heute als Wohntrakt genutztes Gebäude, das einen spätmittelalterlichen Kern aufweist.
Im Innenhof befindet sich ein rechteckiges Wasserbecken. In jüngster Zeit wurde an der Südwand des Hofes im zweiten Geschoß ein gotisches Spitzbogenportal mit abgefastem Steingewände freigelegt. Die Burgkapelle liegt im Südwesten der Anlage, im Westen wurde als Abschluss im 17. Jahrhundert ein weiterer Bautrakt angeschlossen. Gegen Norden abfallend, liegt der Vorhof der Anlage, im Nordosten der über eine Brücke erreichbare mittelalterliche Torturm. Ergänzungen im historisierenden Stil des 19. Jahrhunderts betreffen unter anderem die Umfassungsmauer, die mit Zinnen versehen wurde.
Die Burgkapelle in der Südwestecke im ersten Obergeschoß ist einjochig, mit 5/8-Schluss, die Rippen wurden abgeschlagen. Die Deckenmalerei Heilige Katharina von Alexandria mit Attribut Wagenrad in einer Szene mit Philosophen wurde 2005 freigelegt und unter der Leitung von Restauratorin Barbara Obermayr restauriert. Weiters hervorzuheben sind die gemalten Apostelkreuze, eine spitzbogige Lavabonische mit Wulstprofilierung und die spätgotische eisenbeschlagene Eingangstüre in den Kapellenraum. Das südwestlich gelegene Gerichtszimmer im zweiten Obergeschoß ist ein Eckzimmer mit einer bemerkenswerten Stuckdecke aus dem 18. Jahrhundert. Sie ist in Felder unterteilt, das mittlere Deckenfeld schmückt in Seccomalerei eine Jagdszene, „Diana mit huldigenden Rittern“, datiert 1725. Eng in Zusammenhang mit der Gerichtsbarkeit stehen zwei große Archivkästen aus dem 17./18. Jahrhundert. Die einzelnen Archivladen tragen historisch interessante gemalte Aufschriften, die über den ursprünglichen Inhalt Auskunft geben. Im darunter liegenden sogenannten Rittersaal sind Rüstungen und eine Wandvertäfelung in neogotischen Formen erhalten. Die übrigen Räume wurden zum Teil für Wohnzwecke adaptiert und großteils in historisierendem Stil erneuert. Baufeste Details wie Fenster, Türen, Bretterböden und Kachelöfen sind überwiegend aus den Bauphasen des 17.–19. Jahrhunderts erhalten. Sie dokumentieren das gewachsene Erscheinungsbild der Anlage.
Aus den verschiedenen Bauzeiten sind die der Hl. Katharina geweihte Kapelle aus dem 14. Jahrhundert (die spätgotische Marienstatue steht seit 1957 unter Denkmalschutz) sowie das sogenannte „Gerichtszimmer“ im Obergeschoß mit einer bemerkenswerten Stuckdecke des 18. Jahrhunderts hervorzuheben. Ihm kommt besonderer geschichtlicher Dokumentationswert für jene Zeit zu, als die Burg zwischen 1656 und 1848 nahezu zwei Jahrhunderte einem ausgedehnten Landgericht als Amtssitz diente. Davon geben auch die historisch interessanten Archivschränke Zeugnis, deren Ladenaufschriften auf den ursprünglich großen Umfang des Rothenfelser Archivs schließen lassen.
Anbauten aus dem 17. und 18. Jahrhundert sowie Ergänzungen im historisierenden Stil des 19. Jahrhunderts dokumentieren schließlich die neuzeitliche Tradition der Anlage und ihr gewachsenes Erscheinungsbild.